# Gaius Matius
Gaius Matius († nach 44 v. Chr.) war ein Freund Gaius Iulius Caesars sowie Marcus Tullius Ciceros.
Er gehörte der gens Matia an. Matius vermittelte zwischen Cicero, der ihn häufig in seine Briefen erwähnte (unter ihnen ist auch ein Brief des Matius erhalten), und Caesar. Er bekleidete kein politisches Amt, war aber während des Bürgerkriegs für Caesar tätig.
Wahrscheinlich war er der Adressat des Briefes, in dem Caesar 47 v. Chr. seinen Sieg über den bosporanischen König Pharnakes II. mit den bekannten Worten Veni Vidi Vici „Ich kam, sah, siegte“ meldete. Sein Biograph Plutarch überliefert den Namen Amintus, doch ist eine Person dieses Namens prosopographisch nicht nachweisbar. Der deutsche Altphilologe Conrad Cichorius schlug die Konjektur Matius vor, die sich in der Forschung seitdem durchgesetzt hat.
Nach dem Tod Caesars schloss sich Matius erst Marcus Antonius, dann Octavian an.
Ein Gaius Matius, der Plinius dem Älteren zufolge drei Kochbücher schrieb, war vermutlich sein Sohn.